# Ctenomys osvaldoreigi
Ctenomys osvaldoreigi is een zoogdier uit de familie van de kamratten (Ctenomyidae). De wetenschappelijke naam van de soort werd voor het eerst geldig gepubliceerd door Contreras in 1995.

## Voorkomen
De soort komt voor in Argentinië.